# Crocidura ramona
Crocidura ramona is een zoogdier uit de familie van de spitsmuizen (Soricidae). De wetenschappelijke naam van de soort werd voor het eerst geldig gepubliceerd door Ivanitskaya, Shenbrot & Nevo in 1996.

## Voorkomen
De soort komt alleen voor in Israël.